# Alció boscà
L'alció boscà (Todiramphus macleayii) és una espècie d'ocell de la família dels alcedínids (Alcedinidae) que habita zones amb arbres, manglars i platges de les Moluques meridionals, est i sud de Nova Guinea, Arxipèlag de Bismarck i Austràlia, des del nord del Territori del Nord, cap a l'est i el sud fins Nova Gal·les del Sud.